# Melanie Lynskey
Melanie Jayne Lynskey (n. Nueva Plymouth, Taranaki; 16 de mayo de 1977) es una actriz neozelandesa que actualmente reside en Los Ángeles, Estados Unidos. Desde la década 1990 que debutó en su país natal en la película de culto Heavenly Creatures, ha tenido una carrera dilatada en personajes secundarios, películas independientes y series de televisión.
Destacan sus personajes en series de popularidad a nivel mundial como la sitcom Two and a Half Men (2003-2015) de CBS, en el papel recurrente de Rose; su papel de Shauna Sadecki versión adulta en la serie de Showtime de Yellowjackets (2021-presente), una ama de casa del extrarradio, sobreviviente con otras compañeras del equipo de futbol de un accidente aéreo en los años 90 o la también destacable colaboración como actriz invitada en la serie de éxito de HBO The Last of Us (2023) en el personaje de Kathleen Coghlan.

## Biografía
Lynskey nació en Nueva Plymouth, (en maorí Ngāmotu) es una ciudad de la región de Taranaki, en la parte suroeste de la Isla Norte de Nueva Zelanda.
Hija de Tim Lynskey médico cirujano ortopédíco y Kay Lynskey una agente bienes raíces. Es la primogénita de cinco hermanos (tres varones y una mujer). Su apellido es de origen irlandés, debido al trabajo del padre, antes de los 6 años vivieron por todo el país. Esto a Lynskey le hizo que tuviera dificultades en hacer nuevas amistades ya que siempre era la nueva en todos sitios. Era una niña muy tímida que le costaba relacionarse. Hasta que el año que estuvo viviendo en Londres Inglaterra, descubrió la interpretación.
Volvió con la familia a Nueva Zelanda, allá fue en New Plymouth Girls High School donde a los 15 años fue descubierta por Fran Walsh, para la película que se iba a grabar del Caso Parker-Hulme. Ya que buscaban chicas que se parecieran físicamente a Pauline Parker por todo el país, hasta que no se cruzaron con Melanie Lynskey no se decidieron. 
Después de rodar la película en Christchurch, presentarla en festivales Internacionales y promocionarla en Estados Unidos. Lynskey volvió a su ciudad natal a terminar el instituto. Luego se fue a Wellington, a la Universidad, allá le volvió el gusanillo de la actuación, sobre todo porque Heavenly Creatures se había vuelto una peli de culto. Muchos fanáticos se preguntaban que fue de la protagonista morena. Viendo que en su país en los años 90 no tenía una industria de Cine potente, se decidió instalarse en Los Ángeles, en Hollywood y probar suerte.
No fue fácil, primero tuvo que perder su Inglés neozelandés marcado, para poder interpretar personajes estadounidenses, trabajar su autoestima, ya que era muy tímida, luego el tema de su físico, que le provocó Trastornos de la conducta alimentaria.

## Carrera

### 1994–2001: Inicios y primeros trabajos
Su debut en el medio cinematográfico ocurrió en la película de Peter Jackson Criaturas celestiales, donde interpretaba a una adolescente retraída que creaba un mundo de fantasía junto a su única amiga, un mundo que no permitirán que se rompa por nada ni por nadie. En la película actuó al lado de Kate Winslet.
Tuvo un pequeño papel de policía en el siguiente proyecto de Peter Jackson, la comedia de horror The Frighteners, donde un chico que supuestamente ahuyentaba fantasmas de las casas se encuentra con tres ídems que necesitan que los ayude. El reparto de la cinta estaba integrado principalmente por Michael J. Fox, Trini Alvarado, Jeffrey Combs, Dee Wallace-Stone, Jake Busey, Chi McBride y R. Lee Ermey.
Probó suerte en Estados Unidos y su primera aparición fue en el drama romántico de Andy Tennant Ever After: A Cinderella Story, donde era la regordeta hermanastra de una chica que era maltratada por su familia postiza, hasta que un príncipe se enamora de ella. Actuó junto a Drew Barrymore, Anjelica Huston, Dougray Scott, Judy Parfitt, Jeroen Krabbé, Lee Ingleby y Jeanne Moreau.
Protagonizó el drama romántico Foreign Correspondents, donde interpretó a una jovencita que se obsesionaba con las postales románticas que recibía de un desconocido. Actuó junto a Wil Wheaton.
En la comedia de aventuras Detroit Rock City era la tanto tímida como dulce chica que se enamoraba de uno de los cuatro adolescentes que intentaban, en 1978, encontrar a cualquier precio entradas para un concierto de Kiss. Compartió reparto con Edward Furlong, Sam Huntington, Natasha Lyonne, Shannon Tweed, Matthew G. Taylor, Ron Jeremy, Kevin Corrigan y Gene Simmons.
En la comedia negra romántica But I'm a Cheerleader era una chica que iba a una escuela especial para dejar atrás su conducta homosexual. La escuela era un lugar donde les enseñaban a entrar en razón y comportarse de acuerdo a los aparatos reproductores que tienen. El reparto estaba integrado por Natasha Lyonne, Clea DuVall, Cathy Moriarty, RuPaul, Mink Stole, Bud Cort, Kip Pardue, Douglas Spain, Eddie Cibrian, Julie Delpy, Michelle Williams e Ione Skye.
En el drama The Cherry Orchard, basado en la obra de Antón Chéjov, El jardín de los cerezos, era una de las sirvientas de una acomodada familia rusa de principios de fines del siglo XIX que se veía en la disyuntiva de vender su propiedad o arruinarse definitivamente. Actuó con Charlotte Rampling, Alan Bates, Katrin Cartlidge, Xander Berkeley, Gerard Butler e Ian McNeice.
En la taquillera cinta Coyote Ugly era la mejor amiga de una chica que sueña con convertirse en compositora, por lo que viaja a New York y encuentra trabajo como camarera en un concurrido bar, actuando con Piper Perabo, Adam Garcia, Maria Bello, John Goodman, Izabella Miko, Tyra Banks, Bridget Moynahan, LeAnn Rimes, Bud Cort, Victor Argo, Johnny Knoxville y Michael Bay.
En el thriller neozelandés Snakeskin era una chica nacida en el seno de una comunidad cristiana y que buscaba experiencias más excitantes, por lo que se va junto a un amigo a la carretera para encontrarse con sexo, drogas, sangre y balas. Con Boyd Kestner.
En el thriller Videojuegos de disparos era la esposa de un drogadicto que hacía reincidir en el crimen a su mejor amigo. Con Adrian Dunbar, Gerard Butler, Matthew Rhys e Ioan Gruffudd.
En la miniserie escrita por Stephen King Rose Red era la hermana de una chica con poderes sobrenaturales, que se reunía con otras personas con dones extraordinarios para averiguar si una mansión está realmente embrujada. Con Nancy Travis, Matt Keeslar, Kimberly J. Brown, Judith Ivey, Julian Sands y Emily Deschanel.
En la comedia romántica de Andy Tennant Sweet Home Alabama era una de las amigas de infancia de una chica que había dejado su natal y aburrida Alabama para convertirse en una exitosa diseñadora en New York, pero tiene que volver a su lugar de origen para anular su matrimonio y así poder casarse con el hijo de la alcaldesa. Con Reese Witherspoon, Josh Lucas, Patrick Dempsey, Candice Bergen, Mary Kay Place, Fred Ward, Jean Smart, Ethan Embry, Mary Lynn Rajskub, Rhona Mitra y Dakota Fanning.
En la película de misterio Abandon era la típica chica que pasa mucho tiempo en la biblioteca y que asusta con su habilidad de caminar sin hacer ruido a la protagonista, una estudiante excepcional cuyo novio desaparece sin dejar rastro. Con Katie Holmes, Benjamin Bratt, Charlie Hunnam, Zooey Deschanel, Fred Ward, Mark Feuerstein, Philip Bosco, Gabriel Mann, Gabrielle Union y Tony Goldwyn.
En la película de misterio Claustrophobia era una tranquila chica que decidía organizar una fiesta para toda la oficina.

### 2003–2020: Papeles secundarios
Desde 2003 a 2015, participó en la sitcom Two and a Half Men con Charlie Sheen, Jon Cryer, Conchata Ferrell y Holland Taylor. Aunque ella dejó de aparecer regularmente en la serie en el año 2007, continúa apareciendo de forma esporádica, de acuerdo con los requerimientos del guion.
En el drama criminal Shattered Glass era una periodista de una influyente revista, la que tenía entre sus filas a una estrella de la escritura acusado de inventar sus reportajes. Con Hayden Christensen, Peter Sarsgaard, Chloë Sevigny, Rosario Dawson, Hank Azaria, Steve Zahn, Mark Blum y Caroline Goodall.
Tuvo un pequeño papel en la comedia dramática Say Uncle, en la que una señora empieza una batalla de desprestigio en contra de un homosexual que se dedica a cuidar niños. Con Peter Paige, Kathy Najimy, Anthony Clark y Gabrielle Union.
En la comedia dramática Park era una de las tres personas enamoradas del mismo chico y que estaban dispuestas a montarse un cuarteto con tal de tenerlo. Con William Baldwin, Ricki Lake, Cheri Oteri, Anthony 'Treach' Criss, Izabella Miko y Francesco Quinn.
En el drama bélico de Clint Eastwood Flags of Our Fathers es la novia de uno de los chicos que combatieron arduamente en Iwo Jima. Con Ryan Phillippe, Jesse Bradford, Adam Beach, John Benjamin Hickey, John Slattery, Barry Pepper, Jamie Bell, Paul Walker, Robert Patrick, Neal McDonough, Judith Ivey, Beth Grant, David Patrick Kelly, Jon Polito, Tom Verica y David Rasche.
En la comedia Itty Bitty Titty Committee interpreta a una chica que encuentra su lugar en el mundo cuando se une a un grupo radical feminista. Con Clea DuVall, Melonie Diaz y Carly Pope. Desde entonces, lo último que grabó fue la miniserie Comanche Moon, donde es la esposa de uno de los rangers que pelean contra los comanches, con el fin de expandir el territorio. Con Adam Beach, Linda Cardellini, Rachel Griffiths, Val Kilmer, Sal López, James Rebhorn, Wes Studi, Karl Urban y Steve Zahn.

### 2021–presente: Éxitos en televisión
En noviembre de 2021, empieza a interpretar a Shauna Sadecki versión adulta en la serie de Showtime de Yellowjackets, una ama de casa del extrarradio, casada y con una hija. Sobreviviente con otras compañeras del equipo de futbol de un accidente aéreo en los años 90, que tardaron tiempo en rescatarlas. Que a día de hoy les sigue afectando a su vida personal, ya que quedaron traumatizadas y con secuelas.
Esta actuación ha sido un paso importante a la carrera actoral de Lynskey, ya que le aportado reconocimiento de público y crítica a nivel mundial. Incluso ganó un Critics Choice Award. Ha sido nominada dos años consecutivos a los premios Emmy.
También ha sido destacable su colaboración como actriz invitada en la serie de éxito de HBO The Last of Us (2023) en el personaje de Kathleen Coghlan, escrito para la serie. La líder de un movimiento revolucionario en Kansas City de un grupo de cazadores.

## Vida personal
En 2002 rodando una miniserie escrita por Stephen King, Rose Red, conoció a su primer marido Jimmi Simpson, que estuvieron juntos hasta 2014 que se divorciaron.
Actualmente, mantiene una relación con el actor Jason Ritter, con el cual está casada desde 2020 y tienen una hija en común.

## Filmografía

### Cine
| Año  | Título                                     | Papel                 | Notas                                                                   |
| ---- | ------------------------------------------ | --------------------- | ----------------------------------------------------------------------- |
| 1994 | Criaturas celestiales                      | Pauline Parker        | New Zealand Film and TV Awards a la mejor actriz                        |
| 1996 | The Frighteners                            | Asistente del Sheriff | Saturn Award Candidato a la mejor película                              |
| 1998 | Ever After: A Cinderella Story             | Jacqueline De Ghent   | Teen Choice Awards Candidato al mejor drama                             |
| 1999 | Detroit Rock City                          | Beth                  |                                                                         |
| 1999 | The Cherry Orchard                         | Dunyasha              |                                                                         |
| 1999 | But I'm a Cheerleader                      | Hilary                |                                                                         |
| 2000 | Coyote Ugly                                | Gloria                |                                                                         |
| 2001 | Snakeskin                                  | Alice                 | New Zealand Film and TV Awards Candidata a la mejor actriz              |
| 2002 | Shooters                                   | Marie                 |                                                                         |
| 2002 | Abandon                                    | Julie                 |                                                                         |
| 2002 | Sweet Home Alabama                         | Lurlynn               | Teen Choice Awards Ganadora a la mejor comedia                          |
| 2003 | Shattered Glass                            | Amy Brand             | Independent Spirit Awards Candidata a la mejor película                 |
| 2005 | Say Uncle                                  | Susan                 |                                                                         |
| 2006 | Park                                       | Sheryl                |                                                                         |
| 2006 | Flags of Our Fathers                       | Pauline Harnois       | Satellite Awards Candidata a la mejor película - drama                  |
| 2008 | Show of Hands                              | Jess                  | Qantas Film and Television Awards Candidata a la mejor actriz principal |
| 2008 | A Quiet Little Marriage                    | Monique               |                                                                         |
| 2009 | Away We Go                                 | Munch Garnett         |                                                                         |
| 2009 | The Informant!                             | Ginger Whitacre       |                                                                         |
| 2009 | Up in the Air                              | Julie Bingham         |                                                                         |
| 2009 | Leaves of Grass                            | Colleen               |                                                                         |
| 2010 | Helena from the Wedding                    | Alice                 |                                                                         |
| 2011 | Win Win                                    | Cindy                 |                                                                         |
| 2012 | Touchback                                  | Macy                  |                                                                         |
| 2012 | The Perks of Being a Wallflower            | Tía Helen             |                                                                         |
| 2012 | Hello I Must Be Going                      | Amy                   |                                                                         |
| 2014 | We´ll Never Have Paris                     | Devon                 |                                                                         |
| 2015 | Digging for Fire                           | Squiggy               |                                                                         |
| 2016 | The Intervention                           | Annie                 |                                                                         |
| 2017 | I don't feel at home in this world anymore | Ruth Kimke            |                                                                         |
| 2017 | The Changeover                             | Kate Chant            |                                                                         |
| 2017 | XX                                         | Mary                  |                                                                         |
| 2018 | Sadie                                      | Rae                   |                                                                         |
| 2021 | Don't Look Up                              | June                  |                                                                         |
| 2021 | Lady of the Manor                          | Hannah                |                                                                         |

### Televisión
| Año           | Título                            | Papel                  | Notas                                         |
| ------------- | --------------------------------- | ---------------------- | --------------------------------------------- |
| 2002          | Rose Red                          | Rachel Wheaton         | 3 episodios                                   |
| 2003          | The Shield                        | Marcy                  | Episodios 2.3 y 2.7                           |
| 2003-2015     | Two and a Half Men                | Rose                   | 62 episodios                                  |
| 2007          | Drive                             | Wendy Patrakas         | 7 episodios                                   |
| 2008          | The L Word                        | Clea Mason             | Episodios 5.11 y 5.12                         |
| 2008          | Comanche Moon                     | Pearl Coleman          | 3 episodios                                   |
| 2008          | Psych                             | Emily Bloom            | Episodio 2.15                                 |
| 2009          | It's Always Sunny in Philadelphia | Kate                   | Episodio 5.1                                  |
| 2012          | House M. D.                       | Esposa de Andrés       | Episodio 8.9                                  |
| 2015-2016     | Togetherness                      | Michelle Pierson       | Rol Principal                                 |
| 2017          | Girlboss                          | Gail                   | 3 episodios                                   |
| 2018          | Castle Rock                       | Molly Strand           | 10 episodios                                  |
| 2019          | Easy                              | Beth                   | 1 episodio                                    |
| 2020          | Mrs. America                      | Rosemary Thomson       | Miniserie                                     |
| 2021          | Young Sheldon                     | Profesora Dora Ericson | 2 episodios                                   |
| 2021          | Mom                               | Shannon                | Episodio: "My Kinda People and the Big To-Do" |
| 2021-presente | Yellowjackets                     | Shauna (adulta)        | Principal, 19 episodios                       |
| 2022          | Candy                             | Betty Gore             | 5 episodios                                   |
| 2023          | The Last of Us                    | Kathleen               | 2 episodios                                   |
| 2024          | The Tattooist of Auschwitz        | Heather Morris         | 6 episodios                                   |

## Reconocimientos

### Premios y nominaciones
Premios Primetime Emmy
| Año  | Trabajo        | Categoría                               | Resultado | Ref.   |
| ---- | -------------- | --------------------------------------- | --------- | ------ |
| 2022 | Yellowjackets  | Mejor actriz - Serie dramática          | Nominada  | [ 10 ] |
| 2023 | Yellowjackets  | Mejor actriz - Serie dramática          | Nominada  | [ 11 ] |
| 2023 | The Last of Us | Mejor actriz invitada - Serie dramática | Nominada  | [ 11 ] |

Premios de la Crítica Televisiva
| Año  | Trabajo       | Categoría                                   | Resultado | Ref.          |
| ---- | ------------- | ------------------------------------------- | --------- | ------------- |
| 2015 | Togetherness  | Mejor actriz de reparto en serie de comedia | Nominada  | [ 12 ]        |
| 2022 | Yellowjackets | Mejor actriz en serie de drama              | Ganadora  | [ 13 ] [ 14 ] |

Critics' Choice Super Awards
| Año  | Trabajo       | Categoría                           | Resultado | Ref.   |
| ---- | ------------- | ----------------------------------- | --------- | ------ |
| 2022 | Yellowjackets | Mejor actriz en una serie de horror | Ganadora  | [ 15 ] |

Premios del Sindicato de Actores
| Año  | Trabajo       | Categoría     | Resultado | Ref.   |
| ---- | ------------- | ------------- | --------- | ------ |
| 2022 | Don't Look Up | Mejor reparto | Nominada  | [ 16 ] |

Premios Asociación de Críticos de Televisión
| Año  | Trabajo       | Categoría                 | Resultado | Ref.   |
| ---- | ------------- | ------------------------- | --------- | ------ |
| 2022 | Yellowjackets | Logro individual en drama | Nominada  | [ 17 ] |

### Festivales
Festival de Cine de Sundance
| Año  | Trabajo          | Categoría                                              | Resultado | Ref.   |
| ---- | ---------------- | ------------------------------------------------------ | --------- | ------ |
| 2016 | The Intervention | Logro individual en drama (Premio especial del jurado) | Ganadora  | [ 18 ] |